# LEGO Batman 3: Gotham e oltre
LEGO Batman 3 - Gotham e oltre (LEGO Batman 3: Beyond Gotham) anche conosciuto come LEGO Batman 3 è un videogioco LEGO di azione e avventura del 2014 sviluppato da TT Games, per PlayStation 4, PlayStation 3, PlayStation Vita, Nintendo 3DS, Wii U, Xbox One, Xbox 360, Microsoft Windows, macOS e iOS. È il terzo videogioco della serie LEGO Batman ed è il sequel di LEGO Batman 2: DC Super Heroes. Il gioco è stato distribuito in Europa il 14 novembre e in America l'11 novembre 2014, la versione del gioco per macOS, pubblicato da Feral Interactive, è stata distribuita in contemporanea. A differenza dei titoli precedenti, in questo terzo capitolo i dialoghi dei personaggi sono stati doppiati in italiano. Come sempre, si potrà scegliere tra una vasta gamma di personaggi (tra eroi e nemici) tra cui Batman e Superman.

## Trama
Dopo gli eventi di LEGO Batman 2: DC Super Heroes, I leader dei vari Corpi delle Lanterne si ritrovano a combattere tra di loro nello spazio fino a quando non si rendono conto che a convocarli è stato Brainiac che con il raggio ipnotico della sua nave spaziale li sottomette tutti e sei al suo volere. Ora che gli manca solo un portatore dell'anello verde, Brainiac fa rotta per la Terra per catturare la Lanterna Verde Hal Jordan. Nel frattempo Bruce Wayne / Batman e Tim Drake / Robin si trovano nelle fogne di Gotham dove stanno dando la caccia a Killer Croc; nonostante riescano a sconfiggerlo, Croc riesce a fuggire a causa di una mossa avventata di Robin (che secondo Batman dovrebbe imparare a controllare le emozioni), e consegna una mappa delle fogne, rubata dagli archivi cittadini a Joker che ha messo in piedi una squadra di criminali composta da Croc, Firefly, Cheetah e Solomon Grundy. Tornato alla Batcaverna, Batman individua la nave di Brainiac che si sta avvicinando alla Terra, e mentre la osserva al telescopio, rimane colpito dal suo raggio ipnotico, cosa che lo porta ad attaccare Robin e Alfred. Dopo una lunga battaglia, Tim riesce a far rinsavire il suo mentore, ma Bruce è convinto che a farlo uscire dall'ipnosi non sia stato il suo discorso ma una scossa che ha preso mentre era nella Batmobile.
Batman contatta quindi Martian Manhunter per avvisarlo della presenza della nave misteriosa, pertanto Hal Jordan si reca ad indagare; nel frattempo la Legion of Doom di Joker, dopo aver catturato Hawkman, attraverso le fogne penetra nella Sala della Giustizia, dove li attende Lex Luthor. Con un portale i criminali si recano sulla Torre di Guardia e prendono Martian Manhunter in ostaggio, non prima che egli abbia allertato gli altri membri della Justice League. Batman e Robin attivano il loro razzo e fanno rotta verso la Torre di Guardia dove vengono raggiunti anche da Clark Kent / Superman, Diana Prince / Wonder Woman, Victor Stone / Cyborg e Barry Allen / Flash. I Membri della Lega si dividono per affrontare i criminali: Flash e Wonder Woman riescono a sconfiggere Firefly e Cheetah e a slavare Martian Manhuner, Cyborg sconfigge Grundy e Croc con l'aiuto di Robin mentre Batman e Superman sconfiggono Luthor e Joker, sventando il loro piano. Proprio in quel momento però arriva Brainiac, che ha catturato anche Lanterna Verde, il quale attacca i suoi amici; sfuggiti ad Hal, gli eroi scoprono che Brainiac, usando i poteri dei sette anelli dello spettro emozionale, può alimentare in maniera esponenziale il suo raggio restringente con il quale intende rimpicciolire vari pianeti da aggiungere alla sua collezione, a cominciare dalla Terra.
Eroi e criminali si alleano quindi per salvare la Terra e dopo aver abbordato la nave di Brainiac vi penetrano all'interno e affrontano l'androide, scontro reso difficile dai suoi poteri di controllo mentale. Brainiac però attiva il raggio restringente che inizia a far rimpicciolire la Terra; Superman tenta di bloccare il raggio e ci riesce ma finisce per perdere i sensi e venire sbalzato verso il pianeta. Contemporaneamente a ciò il cristallo che incanala i poteri degli anelli si distrugge per il sovraccarico e i portatori spariscono, ma nel trambusto i raggi dei loro anelli colpiscono alcuni eroi e criminali rendendoli altamente sensibili ad alcune emozioni (rabbia per Diana, avarizia per Barry, paura per Victor, speranza per Grundy, compassione per Luthor e amore per Joker). Batman e Wonder Woman, si lanciano all'inseguimento di Superman e gli salvano la vita, il trio tenta poi di fermare Brainiac il quale, non essendo riuscito a rubare la Terra (che si è rimpicciolita solo in parte), vuole ora rubare almeno le sue principali città; Brainiac riesce a rimpicciolire Parigi, Londra e Pisa ma i tre eroi riescono a recuperare le capsule contenenti le città in miniatura prima che Brainiac se ne impossessi. Il trio si reca poi nel prossimo bersaglio di Brainiac, ovvero Gotham, dove si ricongiungono con Robin e gli altri eroi e criminali che sono riusciti a completare un atterraggio di fortuna con la nave di Brainiac; insieme gli eroi riescono a sconfiggere Brainiac e a rinchiuderlo in una gabbia insieme alla sua nave ma bisogna trovare un modo per riportare la Terra alle sue dimensioni normali.
Sulla torre di Guardia, Hal Jordan è tornato e spiega che l'espolosione nella nave di Brainiac lo ha rispedito a Oa, il pianeta fonte del potere del suo anello, quindi probabilmente lo stesso è successo agli altri portatori; pertanto mentre Superman riproduce il cristallo canalizzatore nella sua Fortezza della Solitudine, tenendo d'occhio i criminali, gli altri eroi si recano suoi pianeti delle lanterne per recuperare gli anelli dei leader (o una batteria energetica per crearne un duplicato), con in quali alimentare il raggio e ringrandire la Terra. Martian Manhunter, Flash e Cyborg, a bordo della navetta Javelin di quest'ultimo, volano nei pianeti degli alleati delle Lanterne Verdi per poter parlamentare con i loro leader e ottenere la loro collaborazione. L'operazione procede non senza intoppi: su Zamaron vengono attaccati dalle guerriere delle Star Sapphires e dalla Bestia personificazione dell'Amore prima che Carol Ferris (fidanzata di Hal) intervenga e accetti di aiutarli, su Odym devono salvare Saint Walker dopo che il pianeta della Speranza è stato attaccato dagli alieni Reach, infine su Nok devono riparare la batteria centrale che è stata distrutta, cosa che ha privato Indaco-1 e gli altri criminali redenti della sua tribù della loro Compassione.
In contemporanea a ciò, Bruce, Tim e Diana (travestiti ripesttivamente da Joker, Luthor e Cheetah) si recano a bordo del Jet Invisibile sui pianeti più ostili, accompagnati da Grundy e Lanterna Verde; il piano è fingere di voler consegnare Hal ai suoi avversari come prigioniero e distrarli mentre lui si occupa di sottrarre le batterie. Il piano procede senza problemi su Ysmault e su Okaara ma prima di riuscire a ottenere le batterie gli eroi devono vedersela rispettivamente con Atrocitus e il suo Divoratore (personificazione della Rabbia) e con Larfleeze l'unico portatore dell'anello dell'Avarizia; Hal scopre inoltre che per ottenere le batteria uno deve provare l'emozione corrispondente. Su Qward gli eroi vengono scoperti da Sinestro che cattura la sua nemesi Lanterna Verde e scatena sugli altri eroi il suo esercito; nella battaglia che ne segue Hal riesce a liberarsi e a sconfiggere Sinestro mentre Bruce riesce a reuperare una batteria, provando paura per la prima volta dopo anni, quando si preoccupa per Tim. Il gruppo si reca quindi alla Fortezza della Solitudine dove si riuniscono a Superman e agli altri eroi della lega, insieme a Saint Walker, Indaco-1 e Carol; in quel momento arrivano anche Sinestro, Atrocitus e Larfleeze, giunti per recuperare le loro batterie. Nello scontro che ne segue, i sette portatori degli anelli convergono i loro raggi nel cristallo, cosa che riporta la Terra alle sue corrette dimensioni.
Superman però è finito anche lui colpito dal raggio e cresce a dismisura finendo poi sotto il raggio ipnotico di Brainiac, che è riuscito a liberarsi; Batman, Robin, Wonder Woman e Flash devono quindi vedersela con il loro amico e provano a farlo rinsavire con una scossa elettrica, fallendo. Bruce deve quindi ammettere che effettivamente era stato Tim a liberarlo la prima volta, pertanto riesce a far tornare in sé Clark con un discorso in nome della loro amicizia, nel quale riconosce anche l'importanza delle emozioni. Superman viene riportato alle sue dimensioni, Brainiac viene rimpicciolito in dimensioni minuscole e le città da lui catturate vengono riportate al loro posto. Gli altri criminali nel frattempo sembrano aver messo a punto il loro piano per fare di Luthor il presidente ma vengono nuovamente catturati e rinchiusi ad Arkham dove Lex e Joker condividono la cella con Brainiac che ha riacquistato le sue reali dimensioni.
Durante i titoli di coda, i Batman e Robin della serie degli anni '60 (interpretati da Adam West e Burt Ward), si arrampicano su un grattacielo con una fune come era ricorrente nella serie, con in sottofondo la sigla, mentre incontrano vari personaggi della DC Comics che si affacciano dalla finestre. In varie brevi scene durante i titoli di coda, Hawkman è ancora prigioniero sotto la Sala della Giustizia, Sinestro pianifica la sua vendetta e sulla Torre di Guardia giungono altri eroi della DC le cui silhouette ricordano per un momento quelle di altri eroi della Marvel.

## Modalità di gioco
La modalità di gioco di LEGO Batman 3 - Gotham e oltre è molto simile a quello dei due precedenti giochi della saga LEGO Batman: il primo, LEGO Batman: Il videogioco e il secondo LEGO Batman 2: DC Super Heroes. Il giocatore controlla un personaggio qualsiasi tra i tanti disponibili (di cui sono presenti più di 150) che possono combattere contro un rivale, risolvere i vari puzzle, e la raccolta dei tanti trofei disponibili. Inoltre, è possibile che possano giocare sino a due giocatori contemporaneamente.

## Accoglienza
Il videogioco LEGO Batman 3 - Gotham e oltre ha ricevuto recensioni contrastanti da parte della critica al momento del lancio.
Il sito Metacritic ha dato ad entrambe le versioni PlayStation 4 e Xbox One un 74 su 100. Il sito web aggregatore di recensioni GameRankings ha dato per la versione Xbox One un 75.10% e per la versione PS4 un 74.04%. Hardcore Gamer ha dato al gioco un 3.5 su 5 mentre IGN ha dato al gioco un 7.4 su 10. Cameron Woolsey di GameSpot ha dato invece al gioco un 7 su 10 definendolo "un gioco delizioso per le famiglie ed intorno alla galassia, interpretato da alcuni dei vostri supereroi preferiti".